# Johannes van Kuijk
Johannes van Kuijk of van Kuyk (Delft, 30 mei 1819 - Assen, 27 mei 1885) was een Nederlands jurist en politicus. Hij was vervolgens onder andere hoogleraar maatschappelijke staathuishoudkunde aan de Koninklijke Academie te Delft, burgemeester van Delft, lid van de Tweede Kamer en Commissaris des Konings in Drenthe.

## Levensloop
Van Kuijk werd geboren in Delft als zoon van goud- en zilversmid Jan van Kuijk, die tot Delftse regentenklasse behoorde, en Clara Margaretha Elias. Na een opleiding aan het gymnasium in zijn geboorteplaats, ging hij naar de Leidse universiteit, waar hij rechten studeerde. In 1842 promoveerde hij hier tot doctor in de beide rechten onder het rectoraat van Jan van der Hoeven op een proefschrift "De poenis pecuniariis jure civili sancitis".
In 1842 vestigde Mr. Van Kuijk zich als advocaat in Delft. Van 1844-1847 was hij hoogleraar maatschappelijke staathuishoudkunde aan de Koninklijke Academie. Hij was kantonrechter-plaatsvervanger (1849-1856).
In 1847 trad Van Kuijk toe tot de gemeentelijke politiek in zijn geboorteplaats. Hij was achtereenvolgens lid van de stedelijke raad (1847-1851), lid van de gemeenteraad (1851-) en wethouder (1851-1855). Van 1855-1872 was hij burgemeester van Delft. In dat laatste jaar werd hij geridderd in de Orde van de Nederlandse Leeuw. Voor het kiesdistrict Delft was hij van 1868-1875 lid van de Tweede Kamer.
In 1875 werd Van Kuijk door koning Willem III benoemd tot Commissaris des Konings in Drenthe. Hij hield zich als commissaris onder andere bezig met de verbetering en aanleg van kanalen in de provincie. In 1885 overleed hij in Assen.

## Publicaties
- 1842. De poenis pecuniariis jure civili sancitis. Proefschrift Universiteit Leiden.
- 1852. De broodzetting onnut, schadelijk en ongeoorloofd. Leiden: J.H. Gebhard
- 1854. Hoe mogen de belastingen zijn? Amsterdam: Gebhard